# Спрей для носа

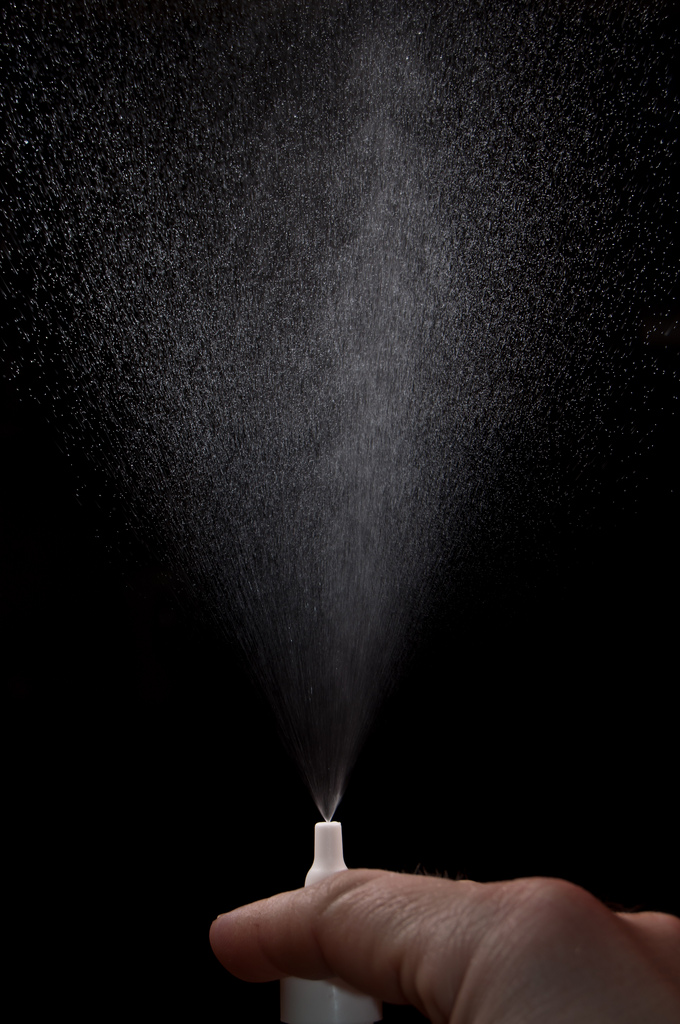
Образование аэрозоля спрея

Спрей для носа (назальный спрей) — это специальная форма какого-либо лекарственного препарата, позволяющая использовать его для применения в носовые ходы человека. Большинство спреев для носа действуют посредством впрыскивания мельчайших капель препарата в носовой ход с помощью маленького ручного насоса встроенного в крышку-распылитель. Существует два основных типа лекарственных препаратов, выпускающихся в форме спреев — это противоконгестивные средства и глюкокортикоиды для местного применения. В виде назального спрея могут быть и другие препараты, к примеру интерфероны.
В отличие от назальных капель, спрей позволяет распределить лекарственное вещество на слизистой полости носа более равномерно и снижать вытекание раствора в глотку или наружу.
В качестве спрея, в зависимости от действующего вещества лекарственного препарата, могут применяться растворы, эмульсии, суспензии.